# Turquie aux Jeux paralympiques d'hiver de 2018
La Turquie participe aux Jeux paralympiques d'hiver de 2018 à Pyeongchang, en Corée du Sud, du 9 au 18 mars 2018. Il s'agit de la deuxième participation du pays aux Jeux paralympiques d'hiver après ses débuts aux Jeux de Sotchi 2014.

## Composition de l'équipe
La délégation turque n'est composée que d'un seul athlète prenant part aux compétitions dans un sport,.

### Ski alpin
- Mehmet Çekiç